# Quelle due
Quelle due (The Children's Hour) è un film del 1961 diretto da William Wyler e basato sulla pièce teatrale La calunnia di Lillian Hellman.
Esiste una prima trasposizione cinematografica dell'opera, La calunnia (These Three), sempre diretta da Wyler nel 1936 che, a causa delle restrizioni del Production Code, aveva trasformato la storia in un convenzionale triangolo eterosessuale. Nel 1961 il Production Code permise l'accenno a una presunta omosessualità, ma anche in questa versione la possibilità viene trasmessa solo con allusioni e mai troppo esplicitamente.
Nel cast è presente anche Miriam Hopkins, che ne La calunnia aveva recitato nel ruolo di Martha. 

## Trama
Le insegnanti Karen Wright e Martha Dobie, ex compagne di college, dirigono in società un collegio femminile privato nel Massachusetts con la collaborazione di Lily Mortar, la zia di Martha. Karen sta anche progettando di sposarsi con il suo fidanzato, il medico locale Joe Cardin.

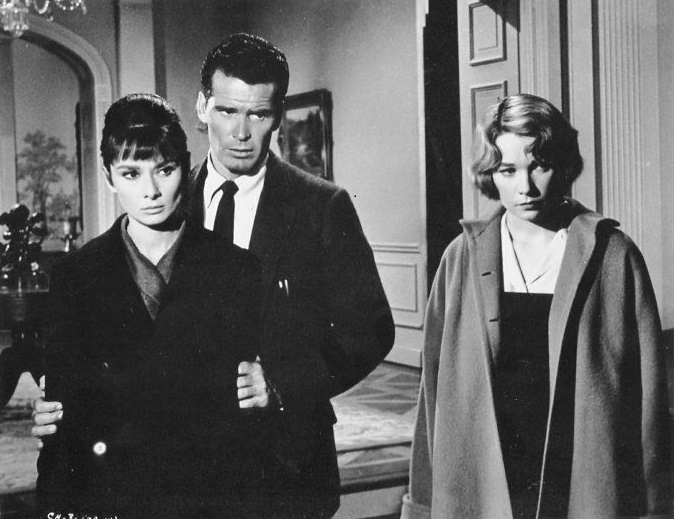
Audrey Hepburn, James Garner e Shirley MacLaine in una scena del film

Le loro vite vengono però distrutte quando una ricca studentessa, Mary Tilford, viziata e crudele, per vendicarsi in seguito a una punizione, racconta a sua nonna Amelia che il rapporto fra le due non è quello che dovrebbe esistere fra vere amiche; immediatamente la voce si sparge e la comunità si rivolta contro le giovani donne, accusate di omosessualità: perciò i genitori ritirano le figlie dalla scuola, che conseguentemente è costretta a chiudere, e Joe viene licenziato dall'ospedale per aver preso le difese delle due amiche.
Successivamente, la signora Tilford riesce a far confessare alla nipote di essersi inventata tutto ma è troppo tardi per riparare al torto: Karen, infatti, si è anche resa conto che quel dubbio ormai si è insinuato in Joe e, pur amandolo, decide di lasciarlo libero.
In seguito, scioccata dalle vicende, Martha confessa alla collega di aver capito, sconvolta, ciò di cui ella stessa non si era fino ad allora resa conto, ossia di essere effettivamente innamorata di lei; senza deflettere dall'affetto per l'amica, Karen esce nel parco ma nel frattempo Martha si suicida impiccandosi in camera sua e a nulla vale il tentativo di salvarla da parte della traumatizzata Karen.
Ai funerali, cui accanto alla bara sono solo Karen e la zia Lily, presenzia da lontano l'ormai non gradita comunità dei genitori e lo stesso Joe ma Karen, irrimediabilmente ferita, se ne allontana senza abbandonare l'usuale atteggiamento di riservatezza.

## Promozione

### Tagline promozionali
- Can an ugly rumor destroy what's beautiful?
  - Può una maldicenza distruggere ciò che è bello?

## Riconoscimenti
- 1962 - Premio Oscar
  - Candidatura per la miglior attrice non protagonista a Fay Bainter
  - Candidatura per la migliore fotografia a Franz Planer
  - Candidatura per la migliore scenografia a Fernando Carrere e Edward G. Boyle
  - Candidatura per i migliori costumi a Dorothy Jeakins
  - Candidatura per il miglior sonoro a Gordon E. Sawyer
- 1962 - Golden Globe
  - Candidatura per il miglior regista a William Wyler